# ادوارد زکا
سر ادوارد زکا (انگلیسی: Sir Edward Zacca)؛ زادهٔ ۲۶ ژوئیه ۱۹۳۱ – درگذشتهٔ ۱۱ نوامبر ۲۰۱۹) یک سیاست‌مدار اهل جامائیکا بود. ادوارد زکا در ۱۱ نوامبر ۲۰۱۹، در سن ۸۸ سالگی درگذشت.